# Бэйн, Джимми
Джимми Бэйн (англ. Jimmy Bain, полное имя Джеймс Стюарт Бэйн, англ. James Stewart Bain; 19 декабря 1947, Ньютонмор, Шотландское высокогорье — 24 января 2016) — шотландский бас-гитарист. Играл в группах Rainbow, Wild Horses, Dio, а также с Джоном Кейлом, Иэном Хантером, Филом Лайноттом и другими артистами.

## Биография
Начинал музыкальную деятельность на родине, сыграв в нескольких местных группах, затем эмигрировав вместе с семьёй в Ванкувер, играл в группе Street Noise. По возвращении в Лондон в начале 1974-го, он некоторое время выступал с The Babys, а после присоединился к группе Harlot.
В 1975 году Ричи Блэкмор приглашает его в Rainbow. С его участием был записан альбом Rising. В начале января 1977 года Блэкмор увольняет Бэйна из-за начавшегося у того пристрастия к употреблению наркотиков. В том же году выходит альбом Rainbow On Stage, записанный летом 1976 года.
После Rainbow играл с Джоном Кейлом, а позднее Иэном Хантером.
В начале 80-х Бэйн создаёт группу Wild Horses, куда также вошли: бывший гитарист Thin Lizzy Брайан Робертсон, Клайв Эдвардс и Нил Картер. Группа выпустила два альбома: Wild Horses и Stand Your Ground, после чего Робертсон покидает группу и присоединяется к Motörhead. Бэйн нанимает новых музыкантов, превратя таким образом Wild Horses в квинтет, но группа вскоре распадается.
Покинув Black Sabbath в 1982 году, Ронни Джеймс Дио приглашает Бэйна в свой новый проект Dio. Бэйн стал соавтором многих песен группы.
В 1989 году Ронни распускает группу. Личные обстоятельства Джимми усугубляются проблемами с алкоголизмом и наркоманией.
Осенью 1989 года Джимми сформировал группу с вокалистом Мэнди Лайоном, называнную World War III. После выхода одноимённый дебютного альбома группа распадается в 1991 году.
В середине 90-х Бэйн хотел создать сольный альбом под названием Bain, но проект не был завершён.
Умер от рака лёгких, осложненного пневмонией, 23 января 2016.

## Дискография
Rainbow 
- Rising (1976)
- On Stage (1977)
- Live in Germany (1994)

 Mike Montgomery 
- Solo (1976)

 Phil Lynott 
- Solo in Soho (1980)
- The Philip Lynott Album (1982)

 Wild Horses 
- Wild Horses (1980)
- Stand Your Ground (1981)

Gary Moore
- Dirty Fingers (1983)

Dio
- Holy Diver (1983)
- The Last in Line (1984)
- Sacred Heart (1985)
- Intermission (1986)
- Dream Evil (1987)
- Magica (2000)
- Killing the Dragon (2002)

World War III
- World War III (1991)

 3 legged dog 
- 3 legged dog (2007)

Last In Line
- Heavy Crown (2016)